# 拉脱维亚百科全书
拉脱维亚百科全书是一本五卷的百科全书，其中主要包括与拉脱维亚相关的文章，它还涵盖了以拉脱维亚为重点的一般主题。它由瓦列里斯·贝洛科尼斯出版社于2002年至2009年在里加出版。
继拉脱维亚于1994年至1998年出版的百科全书《拉脱维亚自然》之后，这是拉脱维亚恢复独立后出版的第二本重量级的拉脱维亚百科全书。百科全书收录拉脱维亚自然（大部分页数转载自百科全书《拉脱维亚自然》）、经济、人口、历史、科学、文化、宗教、体育等专题。其中原创文章是由一大群作者创作的；前三卷的主编是海因里希斯·尤贝尔斯，后二卷的主编是西吉塔·赫尔莎。
拉脱维亚百科全书共5卷，包含24,292篇文章，其中的人物传记就有7,992篇。除此以外还有111幅地图，210张表格和7,421张图像。
| 卷数 | 字母排序 | 出版年份 | ISBN               |
| ---- | -------- | -------- | ------------------ |
| 1    | A — Cē   | 2002年   | ISBN 9789984948201 |
| 2    | C — H    | 2003年   | ISBN 9789984948225 |
| 3    | I — La   | 2005年   | ISBN 9789984948232 |
| 4    | L — R    | 2007年   | ISBN 9789984948249 |
| 5    | Ro — Ž   | 2009年   | ISBN 9789934806803 |